# Puchar Europy Mistrzów Klubowych (1967/1968)
XIII Puchar Europy Mistrzów Klubowych 1967/1968

(ang. European Champion Clubs’ Cup)

## I runda
| Manchester United – Hibernians FC 4:0 i 0:0 1 20.09 1967 1:0 David Sadler 12, 2:0 Denis Law 43, 3:0 David Sadler 58, 4:0 Denis Law 62 2 27.09 1967 |
| Olympiakos Nikozja – FK Sarajevo 2:2 i 1:3 1 20.09 1967 1:0 Yeorgios Kettenis 1, 2:0 Andjelko Tesan 43s, 2:1 Boško Antić 50, 2:2 Boško Antić 58 2 11.10 1967 0:1 Boško Antić 33, 1:1 Yeorgios Kettenis 79, 1:2 Sreten Siljkut 83, 1:3 Sreten Siljkut 84                                                          |
| Górnik Zabrze – Djurgårdens IF 3:0 i 1:0 1 20.09 1967 1:0 Włodzimierz Lubański 41, 2:0 Włodzimierz Lubański 86, 3:0 Roman Lentner 88 (mecz w Chorzowie) 2 04.10 1967 1:0 Jerzy Musiałek 35 |
| Celtic F.C. – Dynamo Kijów 1:2 i 1:1 1 20.09 1967 0:1 Anatolij Puzacz 4, 0:2 Anatolij Byszowiec 29, 1:2 Robert Lennox 62 2 04.10 1967 1:0 Robert Lennox 67, 1:1 Anatolij Byszowiec 89 |
| AFC Ajax – Real Madryt 1:1 i 1:2 (dog) 1 20.09 1967 1:0 Johan Cruijff 17, 1:1 Jose Martinez „Pirri” 35 2 11.10 1967 0:1 Francisco Gento 58, 1:1 Henk Groot 69, 1:2 Jose Luis Veloso 99 |
| FC Basel – Hvidovre IF 1:2 i 3:3 1 20.09 1967 1:0 Helmuth Hauser 17, 1:1 Allan Hebo Larsen 58, 1:2 Leif Sørensen 80 2 18.10 1967 1:0 Helmuth Hauser 2, 1:1 Fritz Hansen 18, 1:2 Leif Sørensen 39, 1:3 John Steen Olsen 58, 2:3 Helmut Benthaus 78, 3:3 Peter Wenger 85                                           |
| Skeid Oslo – Sparta Praga 0:1 i 1:1 1 20.09 1967 0:1 Ivan Mráz 7 2 04.10 1967 1:0 Kai Sjøberg 38, 1:1 Ivan Mráz 58 |
| FC Karl-Marx-Stadt – RSC Anderlecht 1:3 i 1:2 1 20.09 1967 0:1 Jan Mulder 3, 0:2 Jan Mulder 35, 0:3 Paul van Himst 38, 1:3 Rolf Steinmann 41 2 18.10 1967 1:0 Eberhard Schuster 11, 1:1 Gerard Bergholtz 33, 1:2 Paul van Himst 38                                                                               |
| Olympiakos SFP – Juventus F.C. 0:0 i 0:2 1 20.09 1967 2 11.10 1967 0:1 Gianfranco Zigoni 12, 0:2 Giampaolo Menichelli 49 |
| Botew Płowdiw – FC Rapid Bukareszt 2:0 i 0:3 (dog) 1 27.09 1967 1:0 Dinko Dermendżijew 53k, 2:0 Georgi Popow 70 2 18.10 1967 0:1 Teofil Codreanu 25, 0:2 Teofil Codreanu 70, 0:3 Ion Ionescu 108 |
| Beşiktaş JK – Rapid Wiedeń 0:1 i 0:3 1 13.09 1967 0:1 Rudolf Flögel 22 2 19.09 1967 0:1 Walter Seitl 9, 0:2 Leopold Grausam 43, 0:3 Rudolf Flögel 75 |
| Dundalk – Vasas SC 0:1 i 1:8 1 20.09 1967 0:1 Istvan Korsos 67 2 11.10 1967 0:1 Csaba Vidats 10, 1:1 Daniel Hale 25, 1:2 Janos Farkas 32, 1:3 Janos Farkas 35, 1:4 Istvan Korsos 43, 1:5 Dezsö Molnar 68, 1:6 Janos Farkas 72, 1:7 Istvan Korsos 85, 1:8 Csaba Vidats 87                                         |
| Knattspyrnufélagið Valur – Jeunesse Esch 1:1 i 3:3 1 17.09 1967 1:0 Hermann Gunnarsson 38, 1:1 Dominique di Genova 25 2 01.10 1967 1:0 Reynir Jonsson 10, 2:0 Hermann Gunnarsson 36, 2:1 Jean-Pierre Hnatow 56, 3:1 Hermann Gunnarsson 60, 3:2 Dominique di Genova 86, 3:3 Pierre Langer 89 (mecz w Luksemburgu) |
| AS Saint-Étienne – Kuopion Palloseura 2:0 i 3:0 1 20.09 1967 1:0 Robert Herbin 43, 2:0 Aime Jacquet 47 2 04.10 1967 1:0 Robert Herbin 5, 2:0 Bernard Bosquier 25, 3:0 Herve Revelli 84k |
| Glentoran F.C. – SL Benfica 1:1 i 0:0 1 13.09 1967 1:0 John Colrain 10k, 1:1 „Eusébio” da Silva Ferreira 86 2 04.10 1967 Pierwszy przypadek, gdy w Pucharze Mistrzów jeden z klubów awansował dzięki bramce zdobytej na wyjeździe.                                                                               |
| Eintracht Brunszwik – Dinamo Tirana vo Dinamo Tirana wycofał się |

## II runda
| FK Sarajevo – Manchester United 0:0 i 1:2 1 15.11 1967 2 29.11 1967 0:1 John Aston 10, 0:2 George Best 63, 1:2 Salih Delalić 87 |
| Dynamo Kijów – Górnik Zabrze 1:2 i 1:1 1 17.11 1967 1:0 Alfred Olek 12s, 1:1 Zygfryd Szołtysik 15, 1:2 Włodzimierz Lubański 61 2 29.11 1967 1:0 Wasilij Turiańczyk 37, 1:1 Zygfryd Szołtysik 43 (mecz w Chorzowie) |
| Sparta Praga – RSC Anderlecht 3:2 i 3:3 1 29.11 1967 1:0 Vaclav Mašek 25, 2:0 Vaclav Mašek 32k, 2:1 Jozef Jurion 35, 2:2 Paul van Himst 55, 3:2 Vaclav Mašek 62 2 06.12 1967 1:0Vaclav Mašek 30, 1:1 Paul van Himst 60, 1:2 Paul van Himst 65, 1:3 Johan Devrindt 83, 2:3 Vaclav Mašek 85, 3:3 Ivan Mráz 89                                                      |
| Hvidovre IF – Real Madryt 2:2 i 1:4 1 15.11 1967 1:0 Fritz Hansen 25, 1:1 Francisco Gento 35, 1:2 Jose Martinez „Pirri” 47, 2:2 Claus Petersen 71 2 29.11 1967 0:1 Manuel Velazquez 16, 0:2 Ramon Grosso 19, 1:2 Claus Petersen 28, 1:3 Ramon Grosso 30, 1:4 Francisco Gento 75                                                                                  |
| Juventus F.C. – FC Rapid Bukareszt 1:0 i 0:0 1 29.11 1967 1:0 Roger Magnusson 58 2 13.12 1967 |
| Rapid Wiedeń – Eintracht Brunszwik 1:0 i 0:2 1 15.11 1967 1:0 Franz Hasil 54 2 29.11 1967 0:1 Wolfgang Grzyb 38, 0:2 Gerhard Saborowski 43 |
| Vasas SC – Knattspyrnufélagið Valur 6:0 i 5:1 1 15.11 1967 1:0 Sigurdur Bergsson 5s, 2:0 Tibor Pal II 14, 3:0 Janos Radics 37, 4:0 Janos Radics 44, 5:0 Lajos Puskás 47, 6:0 Janos Radics 50 2 17.11 1967 1:0 Dezsö Molnar 11, 2:0 Tibor Pal II 13, 3:0 Imre Mathesz 30, 4:0 Otto Varadi 53, 5:0 Ferenc Kovacs 72, 5:1 Hermann Gunnarsson 85 (mecz w Várpalota). |
| SL Benfica – AS Saint-Étienne 2:0 i 0:1 1 16.11 1967 1:0 „José Augusto” Pinto de Almeida 28, 2:0 „Eusébio” da Silva Ferreira 59k 2 30.11 1967 0:1 Georges Bereta 10 |

## 1/4 finału
| Manchester United – Górnik Zabrze 2:0 i 0:1 1 28.02 1968 1:0 Stefan Floreński 60s, Brian Kidd 89 2 13.03 1968 0:1 Włodzimierz Lubański 72 (mecz w Chorzowie) |
| Real Madryt – Sparta Praga 3:0 i 1:2 1 06.03 1968 1:0 Amancio Amaro 62, 2:0 Amancio Amaro 63, 3:0 Amancio Amaro 68 2 20.03 1968 0:1 Andrej Kvašnák 36, 0:2 Pavel Dyba 45, 1:2 Francisco Gento 57 |
| Eintracht Brunszwik – Juventus F.C. 3:2 i 0:1, dod. 0:1 1 31.01 1968 0:1 Peter Kaack 12s, 1:1 Peter Kaack 28, 2:1 Hans-Georg Dulz 37, 3:1 Horst Berg 38, 3:2 Giovanni Sacco 81 (według niektórych Peter Kaack 81s) 2 28.02 1968 0:1 Giancarlo Bercellino 88k 3 20.03 1968 0:1 Roger Magnusson 56 (mecz w Bernie) |
| Vasas SC – SL Benfica 0:0 i 0:3 1 06.03 1968 2 14.03 1968 0:1 „Eusébio” da Silva Ferreira 48, 0:2 „Eusébio” da Silva Ferreira 70, 0:3 José Augusto da Costa Sénica Torres 77 |

## 1/2 finału
| Manchester United – Real Madryt 1:0 i 3:3 1 24.04 1968 1:0 George Best 36 2 15.05 1968 0:1 Jose Martinez „Pirri” 32, 0:2 Francisco Gento 41, 1:2 Ignacio Zoco 44s, 1:3 Amancio Amaro 45, 2:3 David Sadler 73, 3:3 William Foulkes 80 |
| SL Benfica – Juventus F.C. 2:0 i 1:0 1 09.05 1968 1:0 José Augusto da Costa Sénica Torres 64, 2:0 „Eusébio” da Silva Ferreira 70 2 15.05 1968 1:0 „Eusébio” da Silva Ferreira 66                                                     |

## Finał
| 29 maja 1968 Londyn Stadion Wembley (92 225) Manchester United – SL Benfica 4:1 (1:1, 0:0) Sędzia: Concetto lo Bello (Włochy) Bramki: 1:0 Bobby Charlton 55, 1:1 Jaime Graça da Silva 80, 2:1 George Best 97, 3:1 Brian Kidd 98, 4:1 Bobby Charlton 100 Manchester United Football Club (trener Matt Busby): Alex Stepney – Shay Brennan, William Foulkes, Norbert Stiles, Anthony Dunne, Pat Crerand, Bobby Charlton (kapitan), George Best, Brian Kidd, David Sadler, John Aston Sport Lisboa e Benfica (trener Otto Gloria): José Henrique Rodrigues – Adolfo Antonio da Cruz, Humberto da Silva Fernandes, Jacinto Jose Martins, Fernando da Conceiçao Cruz, Jaime da Silva Graça da Silva, Mario Esteves Coluna (kapitan), „José Augusto” Pinto de Almeida, José Augusto da Costa Sénica Torres, „Eusébio” da Silva Ferreira, António José Simões |